# Jack Dalrymple
John "Jack" Dalrymple, född 16 oktober 1948 i Minneapolis i Minnesota, är en amerikansk republikansk politiker. Han var viceguvernör i delstaten North Dakota 2000–2010 och därefter guvernör 2010–2016.
Dalrymple avlade kandidatexamen vid Yale University och var sedan verksam som affärsman inom jordbrukssektorn i North Dakota. Han efterträdde 2000 Rosemarie Myrdal som viceguvernör och 2010 John Hoeven som guvernör.

## 2016 Bakken pipeline beslut
2016, under Indianstammarnas protester mot dragningen av en oljeledning genom deras reservat, kallade Dalrymple in North Dakotas nationalgardes 191st'a militärpolis styrka för att använda vattenkanoner, gummikulor, bean bag rounds, rökgranater samt tårgas mot de obeväpnade demonstranterna, vilket resulterade i att hundratals fick föras till sjukhus, många med allvarliga skador.